# Victor Marijnen
Victor Gerard Marie (Vic) Marijnen (Arnhem, 21 februari 1917 – Den Haag, 5 april 1975) was een Nederlandse politicus van de KVP. Hij was van 1963 tot 1965 minister-president van Nederland. Hij leidde in die periode het kabinet-Marijnen.
Na het behalen van het diploma hbs deed Marijnen staatsexamen gymnasium. Hij behaalde in 1941 het doctoraalexamen rechten aan de Roomsch-Katholieke Universiteit van Nijmegen. Hij was daarna werkzaam bij de accountantsdienst van het ministerie van Handel, Nijverheid en Scheepvaart en van het ministerie van Landbouw, Visserij en Voedselvoorziening. In 1945 werd hij gedetacheerd bij de Raad voor het Rechtsherstel.
In 1949 werd Marijnen secretaris van de Stichting van de Landbouw. In 1951 volgde zijn benoeming tot algemeen secretaris voor de buitenlandse agrarische handelsaangelegenheden van het ministerie van Landbouw, Visserij en Voedselvoorziening. Vanaf 1957 was hij algemeen secretaris van de Algemene Katholieke Werkgevers Vereniging en van het Katholiek Verbond van Werkgeversvakverenigingen.
In het kabinet-De Quay was Marijnen van 19 mei 1959 tot 24 juli 1963 minister van Landbouw en Visserij. Aansluitend was hij tot 14 april 1965 minister-president, minister van Algemene Zaken, in het kabinet dat zijn naam draagt. Dit kabinet viel op 27 februari 1965 op de omroepproblematiek.
Van 1965 tot 1966 was hij lid van de Tweede Kamer der Staten-Generaal. Van 1965 tot 1968 was hij voorzitter van het Openbaar Lichaam Rijnmond. In 1967 werd hij benoemd tot voorzitter van de PTT-raad. Vanaf 1968 tot zijn overlijden aan een hartinfarct was hij burgemeester van Den Haag. Marijnen werd 58 jaar oud.
Hij werd begraven op begraafplaats Westduin in Den Haag.

## Privéleven
Marijnen trouwde in 1944 met Mini Schreurs (1921-2013), samen hadden ze vier zonen en twee dochters. Mevrouw Marijnen werd door haar man, ook tijdens zijn premierschap, regelmatig als klankbord gebruikt. Het gezin was de eerste bewoner van het Catshuis dat door voorganger Jan de Quay en zijn kabinet was aangekocht. Ze woonden er een jaar met plezier en vertrokken toen het kabinet viel. Twee andere premiers woonden er nog, maar na 1982 werd het niet langer als ambtswoning gebruikt.

## Fotogalerij

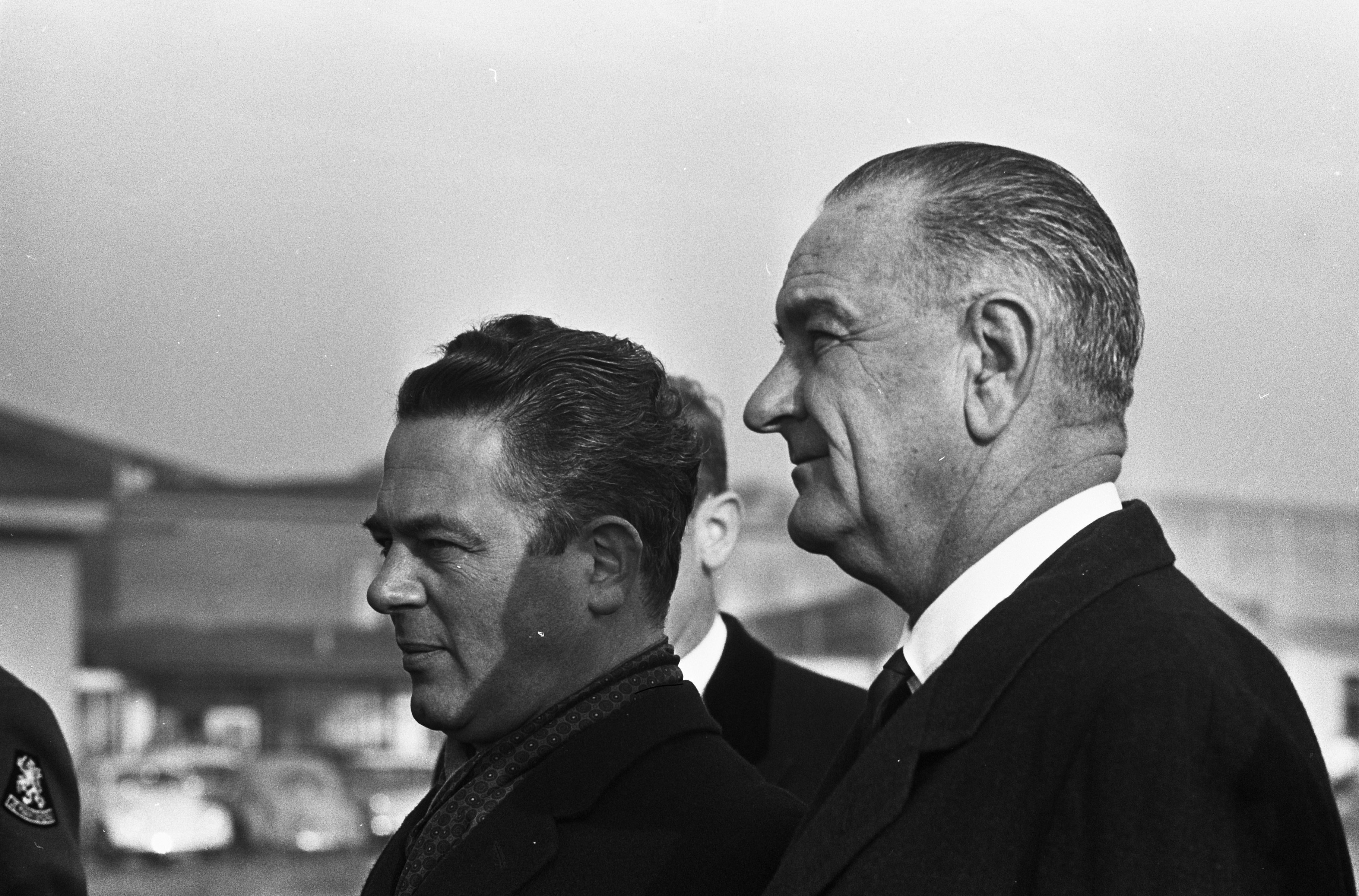
Minister-president Victor Marijnen en vicepresident van de Verenigde Staten Lyndon B. Johnson op Vliegveld Ypenburg op 5 november 1963.
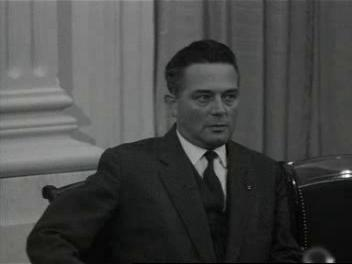
Bioscoopjournaal uit 1965. Minister-president V.G.M. Marijnen en zijn echtgenote bezoeken Suriname.
- Bioscoopjournaal uit 1962. Marijnen opent een veevoederfabriek aan de Zuid-Willemsvaart te Veghel.
- Victor Marijnen in 1965